# Рейл, Доминик
Доминик Рейл (англ. Dominique Kirchner Reill; род. 1974) — американский историк, специалист по современной Европе. Профессор Альбертского университета (с 2025), а прежде - университета Майами. Директор Wirth Institute.
Удостоилась ряда отличий.
Дочь историка Питера Рейла.
Получила степень бакалавра в Калифорнийском университете в Беркли в 1997 году, тогда же также училась в Болонском университете. Изучала французский язык в Париже, хорватский язык в Загребе и сербский язык в Белграде. В 2007 году получила степень доктора философии с отличием в Колумбийском университете. Преподавала в Нью-Йоркском университете. С 2013 года на постоянном контракте на кафедре истории университета Майами, с 2022 фул-профессор (по 2025). Член совета журнала Contemporary European History. Редактор книжной серии Central European Studies (Purdue University Press). Публиковалась в Journal of Modern History, American Historical Review, Slavic Studies, Central European History, Contemporary European History. Специализируется по социальному, культурному и интеллектуальному миру Южной Европы от Наполеона до наших дней, в основном на территории современных Италии и Хорватии.
Первая книга — Nationalists Who Feared the Nation: Adriatic Multi-Nationalism in Habsburg Dalmatia, Trieste, and Venice (Stanford University Press, 2012) — удостоилась нескольких отличий, положительно отозвался о ней Isa Blumi. Следующая книга — The Fiume Crisis: Life in the Wake of the Habsburg Empire (2020) — получила положительные рецензии от Financial Times, Frankurter Allgemeine Zeitung, Los Angeles Review of Books.